# Нізельский Юрій Миколайович
Юрій Миколайович Нізельский (нар. 15 травня 1939 (Дніпропетровськ) — пом. 22 грудня 2007 (Київ)) український вчений-хімік, доктор хімічних наук (1990), професор, старший науковий співробітник.

## Біографія
Юрій Миколайович Нізельський народився у 1939 р. у м. Дніпропетровськ, де у 1956 р. закінчив середню школу із золотою медаллю. Вищу
освіту здобув у Дніпропетровському хіміко-технологічному інституті, який у 1961 р. закінчив за спеціальністю ,,технологія основного орга-
нічного синтезу і синтетичного каучуку”. Упродовж 1961-1976 років працював в Інституті хімії високомолекулярних сполук НАН України. У 1976 р Ю.М. Нізельський рішенням Президії АН УРСР разом з відділом був переведений на роботу до Інституту органічної хімії АН УРСР, де працював на посаді старшого наукового співробітника до 1984 р., а з 1984 до 2007 р. - у Інституті хімії високомолекулярних сполук НАН України провідним науковим співробітником.

## Науковий доробок
Проблемами хімії високомолекулярних сполук  Нізельський Ю.М. займався у відділі кінетики та механізму реакції полімеризації, де ним вперше проведені систематичні дослідження механізму гомогенного каталізу реакції уретаноутворення хелатними сполуками міді, за результатами яких захистив кандидатську дисертацію у 1972 р. Основним напрямом досліджень стало вивчення впливу процесів комплексоутворення каталізатора з
компонентами реакційної системи на Кінетику уретаноутворення та можливий механізм реакції. Методами електронної-, ІЧ- та ЕПР-спектроскопії
досліджені активні центри реакції. Також проводив квантово-хімічні розрахунки електронних характеристик різних комплексів. Ю.М . Нізельський був провідним фахівцем у галузі гомогенного каталізу полімеризаційних процесів координаційними сполуками металів. Отримані в цьому напрямі результати органічно увійшли до монографії ,,Каталитические свойства ,б-дикетонатов металлов” (1983 р.), яка є першою монографією з го-
могенного металокомплексного каталізу полімеризаційних процесів. Під його керівництвом і за його безпосередньої участі були розглянуті кінетичні аспекти і тонкі ефекти механізму гомогенного каталізу реакцій полімеризації, проведене квантово-хімічне моделювання процесів селективного каталізу циклотримеризації ізоціанатів і реакційної здатності ненасичених сполук і гетерокумуленів, запропоноване використання хелатних сполук металів як ініціаторів фотозшивання модифікованих полівінільних сполук, досліджена взаємодія ізоціанатів з біологічно активними сполуками, що характеризуються кетоенольною таутомерією, започатковані дослідження металокомплексного каталізу та металовмісних наноструктурованих полімерних систем, вперше розглянуті реакції полімеризації за участі водорозчинних біополісахаридів. 

## Викладацька та науково-суспільна діяльність
Ю.М. Нізельський сприяв зростанню кваліфікації багатьох науковців, аспірантів і студентів. Серед його учнів фахівці з різних областей хімії та технології полімерів. Він був членом редколегій наукових журналів, організатором та учасником багатьох наукових конференцій з високомолекулярних сполук, викладав на посаді професора кафедри хімії у Національному університеті ,,Києво-Могилянська академія”, читав лекції в Донецькому національному університеті та Технічному університеті Вільдау (Німеччина), дбав про укладання сучасної української хімічної термінології у галузі високомолекулярних сполук. Широта наукових і культурних інтересів Ю.М. Нізельського вражала всіх, хто його знав або спілкувався з ним. 
Юрій Миколайович майже 20 років був незмінним ученим секретарем Спеціалізованої вченої ради із захисту кандидатських та докторських дисертацій інституту. Він один з небагатьох співробітників Інституту, хто удостоєний подяки ВАК України за вагомий внесок у Державну систему атестації наукових кадрів України. Багато нинішніх кандидатів і докторів наук з хімії високомолекулярних сполук і фізики полімерів з вдячністю
згадують плідні Дискусії з Ю.М. Нізельським і його поради під час захисту дисертацій.
Ю.М. Нізельський - автор понад 300 наукових публікацій, 13 патентів України на винаходи, однієї монографії.

## Основні наукові публікації
Публікації в базі Scopus[недоступне посилання з листопадаа 2019]

### Монографії
- 1. Низельский Ю.Н. Каталитические свойства В-Дикетонатов металлов. - Киев: Наук. думка, 1983. - 127 с.
- 2. Липатова Т.Е., Низельский Ю.Н. Комплексообразование и механизм катализа реакции образования уретанов З-дикетонатами меди // Успехи химии полиуретанов. - Киев: Наук. думка, 1972. - С. 214-244.

### Статті
- 1. Козак Н.В., Низельский Ю.Н. Конформационный отбор канала циклотримеризации изоцианатов каталитической системой третичный амин-

эпоксид // Теоретич. и эксперим. химия. - 1988. - 24, №2. -- С. 15546].
- 2. Lipatov, Y. U. S., Kosyanchuck, L. F., Kozak, N. V., Nizelskii, Y. U. N., Fainerman, A. E. (1997). Effect of metal compounds on the surface properties of the solid polyurethanes being formed in their presence. Journal of Polymer Materials(Netherlands), 14(3), 263-268.
- 3. Kozak, N. V., Kosyanchuk, L. F., Lipatov, Y. S., Nizel'skii, Y. N., & Antonenko, O. I. (2000). Effect of Zn2+, Cu2+, and Ni2+ ions on the structure of crosslinked segmented polyurethanes. Polymer science. Series A, Chemistry, physics, 42(12), 1304-1309.
- 4. Козак, Н. В., Косянчук, Л. Ф., Низельский, Ю. Н., & Липатов, Ю. С. (2002). Состояние иона меди в полиуретане, сшитом ацетатом меди или комплексом ацетата меди с дибензо-18краун-6. Высокомолекулярные соединения. Сер. А, 44(7), 1175-1184.
- 5. Kozak, N., Nizelskii, Y., Mnikh, N., Shtompel, V., Grischuk, O. (2006, November). Formation of Nanostructures in Multi Component Systems Based on Organic Polymer and Coordination Metal Compound. In Macromolecular Symposia (Vol. 243, No. 1, pp. 247-260). WILEY‐VCH Verlag. https://doi.org/10.1002/masy.200651123
- 6. Nizelskii, Y., & Kozak, N. (2007). In situ nanostructured polyurethanes with immobilized transition metal coordination complexes. Journal of Macromolecular Science, Part B: Physics, 46(1), 97-110. https://www.tandfonline.com/doi/abs/10.1080/00222340601044219